# Silvallana (Taramundi)
Silvallana (oficialmente y en asturiano: Sirvallá) es una aldea de la parroquia de Bres, concejo de Taramundi, en la comarca del Eo-Navia, Principado de Asturias, España.